# 赫尔曼·冯·亥姆霍兹
赫尔曼·路德维希·费迪南德·冯·亥姆霍兹（德語：Hermann Ludwig Ferdinand von Helmholtz，德語發音：[ˈhɛʁman ˈluːtvɪç ˈfɛʁdinant fɔn ˈhɛlmˌhɔlts]；1821年8月31日—1894年9月8日），德國物理學家、医生。他在多个科学领域做出了重大贡献，尤其是在流体动力稳定性。德国最大的研究机构协会亥姆霍兹联合会即以其命名。

## 生平
赫尔曼·冯·亥姆霍兹1821年出生於德國的波茨坦，父親為當地文法中學的教師。從小愛好自然科學，但為生活計，在柏林的医学和外科研究所唸了醫科，由于该研究所的毕业生必须参加8年的兵役，亥姆霍兹1843年起在波茨坦擔任軍醫。1848年在亚历山大·冯·洪堡的推荐下，提前结束兵役，開始了漫長的教學生涯，先是在柏林艺术学院教解剖學，1849年前往柯尼斯堡（时属普鲁士王国的东普鲁士省，今为俄罗斯的加里寧格勒）担任生理學和病理学教授，1855年接手波恩的解剖学和生理学教席，1858年转去海德堡的生理学教席，1870年成为普鲁士科学学会的会员。1871年亥姆霍兹任柏林大学物理学教授，1888年成为新成立的夏洛特堡帝国物理学工程研究所的第一任主席。

## 物理學研究

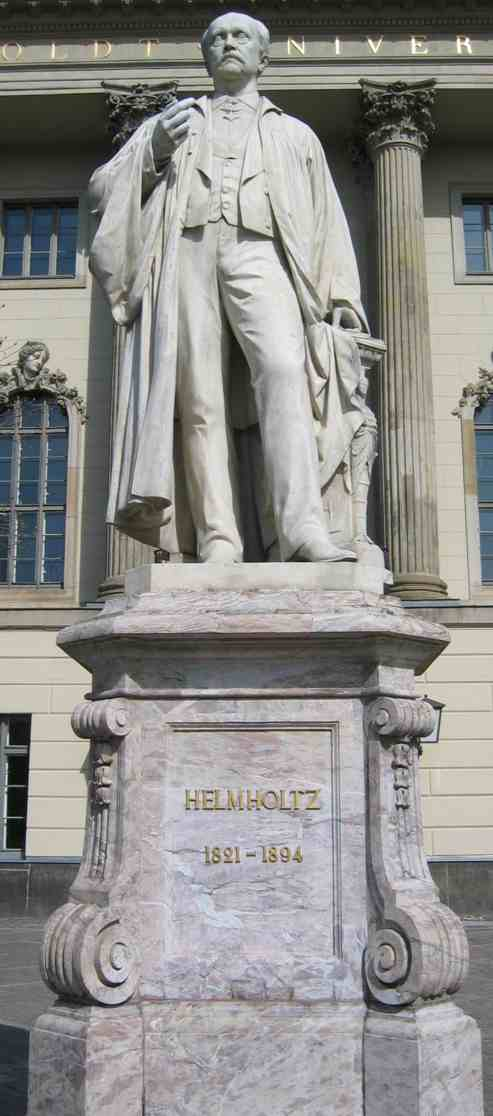
柏林洪堡大學的亥姆霍兹雕像

1847年，亥姆霍兹出版了《力量的保存》（Erhaltung der Kraft）一書，闡明了能量守恆的原理，亥姆霍兹自由能即以他來命名。他也研究過電磁學，他的研究預測了麦克斯韦方程组中的電磁辐射，相關的方程式以他來命名。
除了物理，亥姆霍茲也對感知的研究作出貢獻。他發明了眼底鏡，以及以他命名的共鳴器（Helmholtz-Resonator），他兩部光學和聲學的著作，《作為樂理的生理學基礎的音調感受的研究》（Die Lehre von den Tonempfindungen als physiologische Grundlage für die Theorie der Musik）、《生理光學手冊》（Handbuch der Physiologischen Optik），對後世影響很大。

## 生理學研究
Helmholz是第一位將物理方法運用到神經傳導速度測量的人。1849年，他測量出神經傳導速率是24.6~38.4 m/s，然後他開始測量生物的反應速度，發現神經傳導到大腦後還要許久才會有反應，於是他推測，在感官資訊變成有意識的知覺之前，大腦必然在我們意識不到的範圍裡先做了許多事去處理感官資訊，對神經訊號做評估、轉換、與重新導向。這就是認知心理學和認知神經科學中所稱｢無意識認知歷程｣的最初發現。

## 亥姆霍兹方程
形如
{\displaystyle \Delta \varphi +k^{2}\varphi =0}
的偏微分方程被以亥姆霍兹的名字命名为“亥姆霍兹方程”（亥姆霍兹偏微分方程），其中{\displaystyle \Delta }是拉普拉斯算子。 
适合向量势的亥姆霍兹偏微分方程是：
{\displaystyle \triangle {\underline {A}}-j\omega \mu \kappa \cdot {\underline {A}}=0}
该方程出现在物理和理论电子学中，如在假设满足时谐性的条件下，用变量分离求解波动方程。